# Pertti Purhonen
Pertti Ilmari Purhonen (* 14. Februar 1942 in Helsinki; † 5. Februar 2011 in Porvoo) war ein finnischer Boxer.

## Amateur
Purhonens größter Erfolg ist der Gewinn der Bronzemedaille im Weltergewicht bei den Olympischen Spielen 1964 in Tokio. Er verlor das Halbfinale gegen Ričardas Tamulis aus der Sowjetunion nach Punkten.
Bei Europameisterschaften war er weniger erfolgreich. Bei den Titelkämpfen 1961 in Belgrad verlor er im ersten Kampf gegen Richard McTaggart. 1963 in Moskau traf er im Viertelfinale auf Tamulis und war ihm auch in diesem Kampf unterlegen. Bei seiner Teilnahme an den Europameisterschaften 1967 in Rom scheiterte schon in der ersten Runde am Dänen Jørgen Hansen, der im Viertelfinale seinerseits Manfred Wolke unterlag.
Purhonen gewann allerdings acht finnische Meistertitel: 1960 und 1961 im Leichtgewicht, 1962 im Halbweltergewicht, 1963 und 1964 sowie 1966 bis 1968 im Weltergewicht.

## Profi
Seine Profikarriere war sehr kurz und dauerte nur 2 Kämpfe, die er beide gewann. Im Februar 1969 besiegte er den Franzosen Gérard Hedin nach Punkten und im Dezember des gleichen Jahres Jack Johnson von den Niederländischen Antillen durch K. o. in der dritten Runde.

## Spätes Leben
Purhonen litt seit etwa 2005 an der Alzheimer-Krankheit, an der er im Februar 2011 starb.